# Kibish
Kibish est une rivière du sud de l'Éthiopie qui définit une partie de la frontière de ce pays avec le Soudan du Sud et le Kenya. Il coule vers le Lac Turkana, même si certaines années il n'a pas assez de volume pour l'atteindre, comme l'a découvert C.W. Gwynn en 1908.